# Inna Eftimowa
Inna Ljubomirowa Eftimowa (bulgarisch Инна Любомирова Ефтимова, englisch Inna Eftimova; * 19. Juni 1988 in Sofia) ist eine bulgarische Leichtathletin, die sich auf den Sprint spezialisiert hat.

## Sportliche Laufbahn
Erste internationale Erfahrungen sammelte Inna Eftimowa im Jahr 2005, als sie bei den Jugendweltmeisterschaften in Marrakesch im 100-Meter-Lauf mit 12,01 s in der ersten Runde ausschied, wie auch über 200 Meter mit 25,14 s. Auch bei den Juniorenweltmeisterschaften im Jahr darauf in Peking scheiterte sie mit 11,98 s über 100 Meter sowie mit 24,59 s im 200-Meter-Lauf jeweils im Vorlauf. 2007 gewann sie bei den Junioreneuropameisterschaften in Hengelo in 11,52 s die Silbermedaille über 100 Meter und gewann über 200 Meter in 23,78 s die Bronzemedaille. Über 100 Meter startete sie anschließend bei den Weltmeisterschaften in Osaka und schied dort mit 11,66 s in der Vorrunde aus. Bei den Leichtathletik-Hallenweltmeisterschaften 2008 in Valencia erreichte sie im 60-Meter-Lauf das Halbfinale und schied dort mit 7,33 s aus. Im Sommer nahm sie dann an den Olympischen Spielen in Peking teil. Über 200 Meter schied sie dort mit 23,48 s im Viertelfinale aus und über 100 Meter scheiterte sie mit 11,67 s in der ersten Runde.
2009 schied sie bei den Halleneuropameisterschaften in Turin mit 7,45 s im Halbfinale über 60 Meter aus und anschließend siegte sie bei den CISM-Militärweltmeisterschaften in Sofia in 11,49 s über 100 Meter und gewann im 200-Meter-Lauf in 23,59 s die Bronzemedaille hinter den Polinnen Marta Jeschke und Marika Popowicz. Im Jahr darauf schied sie bei den Europameisterschaften in Barcelona über 100 Meter mit 11,79 s in der ersten Runde aus und verpasste auch mit der bulgarischen 4-mal-100-Meter-Staffel mit 44,72 s den Finaleinzug. 2011 schied sie bei den Halleneuropameisterschaften in Paris mit 7,32 s über 60 Meter im Halbfinale aus und anschließend siegte sie bei den Balkan-Meisterschaften in Sliwen in 11,1 s über 100 Meter sowie in 23,2 s auch im 200-Meter-Lauf sowie in 44,49 s auch mit der Staffel. Daraufhin startete sie bei den Weltmeisterschaften in Daegu und im Jahr darauf bei den Hallenweltmeisterschaften in Istanbul, jedoch wurde sie kurz vor den Olympischen Spielen 2012 für zwei Jahre bis zum 15. Mai 2014 gesperrt, da bei einem Nachtest einer Dopingprobe Eftimowas von den Leichtathletik-Weltmeisterschaften 2011 ein synthetisches Wachstumshormon festgestellt worden war und sie auf die Öffnung der B-Probe verzichtet hatte.
Nach Ablauf ihrer Sperre siegte sie 2014 bei den Balkan-Meisterschaften in Pitești in 23,99 s über 200 Meter und gewann über 100 Meter in 11,44 s die Silbermedaille, während sie mit der Staffel in 46,60 s den vierten Platz belegte. Anschließend schied sie bei den Europameisterschaften in Zürich mit 11,49 s und 23,27 s über 100 und 200 Meter jeweils im Halbfinale aus und verpasste mit der Staffel mit 44,53 s den Finaleinzug. Im Jahr darauf gewann sie bei den Balkan-Hallenmeisterschaften in Istanbul in 7,42 s die Silbermedaille über 60 Meter und schied anschließend bei den Halleneuropameisterschaften in Prag mit 7,28 s im Halbfinale aus. Daraufhin gewann sie bei den Balkan-Meisterschaften in Pitești in 11,51 s die Bronzemedaille über 100 Meter wurde über die längere Distanz in 24,05 s Fünfte. Ende August schied sie dann bei den Weltmeisterschaften in Peking mit 11,50 s in der ersten Runde über 100 Meter aus. 2016 erreichte sie bei den Europameisterschaften in Amsterdam über 100 und 200 Meter das Halbfinale und schied dort mit 11,85 s bzw. 23,54 s aus. 2017 siegte sie bei den Balkan-Hallenmeisterschaften in Belgrad in 7,35 s und schied kurz darauf bei den Halleneuropameisterschaften ebendort mit 7,42 s im Halbfinale aus. Im Jahr darauf gewann sie bei den Balkan-Hallenmeisterschaften in Istanbul in 7,40 s die Silbermedaille über 60 Meter und bei den Freiluftmeisterschaften in Stara Sagora siegte sie in 11,45 s über 100 Meter und in 23,11 s über 200 Meter und gewann mit der Staffel in 45,62 s die Bronzemedaille. Daraufhin erreichte sie bei den Europameisterschaften in Berlin über 100 und 200 Meter erneut jeweils das Halbfinale und schied dort mit 11,52 s bzw. 23,62 s aus.
2019 erreichte sie bei den Balkan-Hallenmeisterschaften in Istanbul nach 7,36 s Rang vier über 60 Meter und bei den Freiluftmeisterschaften in Prawez gewann sie in 11,56 s die Bronzemedaille über 100 Meter und siegte über die längere Distanz in 23,45 s im B-Finale. Bei den Europaspielen in Minsk belegte sie in 11,62 s den siebten Platz. Anschließend schied sie bei den Weltmeisterschaften in Doha über 100 Meter mit 11,79 s in der ersten Runde aus. Im Jahr darauf belegte sie bei den Balkan-Hallenmeisterschaften in 7,46 s den sechsten Platz und bei den Freiluftmeisterschaften in Cluj-Napoca siegte sie in 23,81 s über 200 Meter und gewann im 100-Meter-Lauf in 11,70 s die Silbermedaille, wie auch mit der Staffel in 47,33 s. 2021 siegte sie bei den Balkan-Hallenmeisterschaften in Istanbul in 7,33 s über 60 Meter. Kurz darauf schied sie bei den Halleneuropameisterschaften in Toruń mit 7,32 s im Halbfinale aus. Ende Juni gewann sie bei den Balkan-Meisterschaften in Smederevo in 11,34 s und 23,41 s die Silbermedaillen über 100 und 200 Meter. Anschließend schied sie bei den Olympischen Spielen in Tokio mit 11,46 s im Vorlauf über 100 Meter aus und auch über 200 Meter kam sie mit 23,42 s nicht über die erste Runde hinaus.
In den Jahren 2008, 2011, von 2014 bis 2016 und von 2018 bis 2021 wurde Eftimowa bulgarische Meisterin im 100-Meter-Lauf und 2011, 2015 und von 2018 bis 2021 siegte sie auch über 200 Meter. Zudem siegte sie 2007, 2015 und von 2018 bis 2021 in der Halle über 60 Meter.

## Persönliche Bestleistungen
- 100 Meter: 11,20 s (−1,2 m/s), 9. Juli 2011 in Plowdiw
  - 60 Meter (Halle): 7,24 s, 25. Februar 2009 in Piräus
- 200 Meter: 22,94 s (+1,7 m/s), 30. Juni 2008 in Sofia
  - 200 Meter (Halle): 24,03 s, 10. Februar 2009 in Liévin